# Burg Ahldorf
Die Burg Ahldorf ist eine abgegangene Burg im Stadtteil  Ahldorf (Schafhof) von Horb am Neckar im Landkreis Freudenstadt in Baden-Württemberg.
Von der Burg Ahldorf ist nur noch der Burgturm innerhalb des „Schafhofes“ erhalten, was dem Ort den frühen Namen Altheim zum hohen Turm verlieh.